# ITF Women's Circuit Chiasso 2013
L'ITF Women's Circuit Chiasso 2013 è stato un torneo di tennis facente parte della categoria ITF Women's Circuit nell'ambito dell'ITF Women's Circuit 2013. Il torneo si è giocato a Chiasso in Svizzera dal 22 al 28 aprile 2013 su campi in terra rossa e aveva un montepremi di $25,000.

## Vincitrici

### Singolare
Alison Van Uytvanck ha battuto in finale  Katarzyna Kawa con il punteggio di 7–6(2), 6–3.

### Doppio
Diāna Marcinkēviča /  Aljaksandra Sasnovič hanno battuto in finale  Nicole Clerico /  Giulia Gatto-Monticone con il punteggio di 6(2)–7, 6–4, [10–7].